# Blaesoxipha virgo
Blaesoxipha virgo är en tvåvingeart som beskrevs av Thomas Pape 1994. Blaesoxipha virgo ingår i släktet Blaesoxipha och familjen köttflugor. Inga underarter finns listade i Catalogue of Life.